# 宮澤喜一
- 宮沢喜一

宮澤 喜一（みやざわ きいち、1919年〈大正8年〉10月8日 - 2007年〈平成19年〉6月28日）は、日本の政治家、大蔵官僚。
内閣総理大臣（第78代）、財務大臣（初代）、大蔵大臣（第88・89・105・106・107代）、農林水産大臣（第18代）、郵政大臣（第56代）、副総理（竹下内閣）、内閣官房長官（第44代）、外務大臣（第98代）、通商産業大臣（第30代）、経済企画庁長官（第12・13・17・18・29代）、衆議院議員（12期）、参議院議員（2期）、自由民主党総裁（第15代）、自由民主党総務会長を歴任した。55年体制最後の内閣総理大臣。愛称はキー坊。

## 生涯

### 出生から学生時代まで
宮澤裕・こと夫妻の長男として東京市に生まれた。本籍地は広島県福山市。母・ことは司法大臣、鉄道大臣などを歴任した小川平吉の二女。関東大震災後、母方の祖父小川平吉の別荘である平塚の「花水庵」で過ごす。父の裕は当時山下汽船に勤務していたが、すでに政界を志し、広島県から国会へ進出しようとして着々と準備を進めていた。
東京高師附属小学校（現・筑波大学附属小学校）から旧制武蔵高等学校（現・武蔵高等学校中学校から武蔵大学）に入学。時流の軍国主義には染まらず、「辛辣な反軍的冗談を飛ばしていた」。東京帝国大学（現・東京大学）法学部政治学科卒業。在学中の1939年（昭和14年）、第6回日米学生会議に参加のため渡米した。日本からは、宮澤喜一、村井七郎、奈良靖彦、苫米地俊博、山室勇臣ら各大学から男女合わせて48名の大学生が参加、夫人と知り合ったきっかけとなり、後に日米首脳会談後のスピーチで日米学生会議で妻と出会ったことを披露した。
宮澤三兄弟の幼少のころを知る従姉妹の和田貞子によれば、「三人はいずれも二歳違いで、とても仲の良い兄弟でした。住まいは東京でしたが、夏になると伯父（裕）の故郷であるこの福山に帰ってきて、海水浴などにでかけていました。お母さんのいうことをよく聞き、礼儀正しい子でしたね。とくに喜一先生は小学校高学年のころから議論好きで、何かというと議論していました。高校、東大に通われるころ、私は東京の家にお手伝いにいっていたのですが、そのころは勉強ばかりしていたのが印象的です」という。
学生時代のことを、宮澤は次のように語っている。「私達の学生時代はご承知のような時代だったから、あんまり思い出というほどのものもないが、よく能をみて歩いた。ただ、家があまり裕福でなかったのに能の切符はその頃一円ぐらいして非常に高かったので、それを買うのが大変だった。能が好きになったのは両親の影響もあったのだろう。母が謡をやっていて、私も中学から大学まで謡をならった。若いときにやったから一応はちゃんとうたえるようになった。能のほかには当時の学生と同じようによく映画をみ、レコードを買ってきいた。神田の神保町に中古のレコード屋があって、よく買いにいったものだ…」。

### 大蔵官僚として
1942年（昭和17年）1月、大蔵省に入省した（配属は大臣官房企画課〈為替局兼務〉）。沼津税務署長などを経て、終戦時には本省で戦争保険を担当していた。1945年（昭和20年）8月、東久邇宮内閣が発足すると、大平正芳と共に津島壽一蔵相秘書官となる。1949年（昭和24年）には池田勇人蔵相秘書官として、講和条約の準備交渉に携わっていた。1951年（昭和26年）9月、サンフランシスコ講和会議では全権随員として参加した。

### 政界入り
1952年（昭和27年）に池田通産大臣がいわゆる「中小企業発言」で不信任されたのに殉じるように、宮澤も大蔵省を退官した。本人はすぐに政界にというつもりではなかったと語るが、池田の強い勧めで翌1953年（昭和28年）、第3回参議院議員通常選挙に広島県選挙区から出馬し当選した。
参院議院運営委員長を経て、1962年（昭和37年）の第2次池田改造内閣では経済企画庁長官として初入閣、池田首相のブレーンの一人として所得倍増政策の一翼を担う。テレビの政治討論会などに積極的に出演し、自民党のニュー・ライト（新保守）を代表する若手政治家として注目される。衆議院への鞍替えを要請され、参院議員の任期満了をもってしばらく非議員の立場になるが、第1次佐藤第3次改造内閣で非議員のまま経済企画庁長官で入閣する。1967年（昭和42年）衆議院に鞍替え出馬して第31回衆議院議員総選挙に当選。以後通産相、外相、総務会長などの要職を歴任していった。

### 「ニューリーダー」
党内では池田派（宏池会）に所属し、1973年には派閥横断グループ「平河会」を結成し座長となる。早くから総裁候補と目され、ポスト田中角栄（1974年）で総裁に推す声が一部で上がった他、ソニー会長盛田昭夫らの周旋による政財界団体「自由社会研究会」の結成（1977年）が宮澤を総裁に推すためのものと取沙汰されたり、四十日抗争（1979年）収拾策の一つとして宮澤擁立が取沙汰されたりもする。大平急死（1980年）後の後継では本命の一人だったが、当時まだ隠然たる影響力を持っていた田中との関係の悪さがマイナスとなり実現せず、同じ宏池会で田中と近かった鈴木善幸が総裁に就任。鈴木内閣（および同改造内閣）では内閣官房長官を務めた。次代の中曽根内閣期まで、安倍晋太郎・竹下登らと共に安竹宮と呼ばれ、この3人は「ニュー・リーダー」と称された政治家の代表格となった。官房長官としては、鈴木首相の度々の失言の後始末をこなし、宮澤の実務能力が改めて政界内外に印象付けられた。退陣表明後の鈴木に、反主流派の中心人物である福田赳夫が宮澤への後継指名を提案したが、鈴木は断っている。
派内では、宮澤に対抗意識を燃やす田中六助と「一六戦争」と呼ばれる後継争いを繰り広げ、その過熱が懸念を呼んだことから平河会座長を退いている。田中が持病の糖尿病を悪化させ病没後の1986年（昭和61年）、宏池会会長となり派閥を継承、名実共に総裁候補となった。総務会長時代の1986年には、中曽根が提唱する衆参同日選挙に当初は反対したが、最終的に受け入れた。プラザ合意とその後の急激な円高を巡り、中曽根の経済運営を強く批判していた宮澤は、中曽根により大蔵大臣就任を要請され自ら円高是正に奔走することになる。大幅な介入やベーカー財務長官との頻繁な協議にもかかわらず有効な手を打てぬまま、円高は加速した。
1987年（昭和62年）秋には中曽根の後継者の座を安倍・竹下と争ったが、中曽根の裁定により竹下が総裁に就任する。総務会長の安倍の下で総務会長代理だった森喜朗は「宮澤さんは、はじめから「自分はカヤのそとだ」と思っているから、どちらがなっても、主要閣僚になればいいと思ってたんじゃないのかな。」と述べている。宮澤は竹下内閣に副総理兼大蔵相として入閣し、消費税導入に尽力するが、1988年（昭和63年）、リクルート事件が発覚すると、未公開株の譲渡について倫理的責任を問われ大臣を辞任した。

### 総理大臣就任

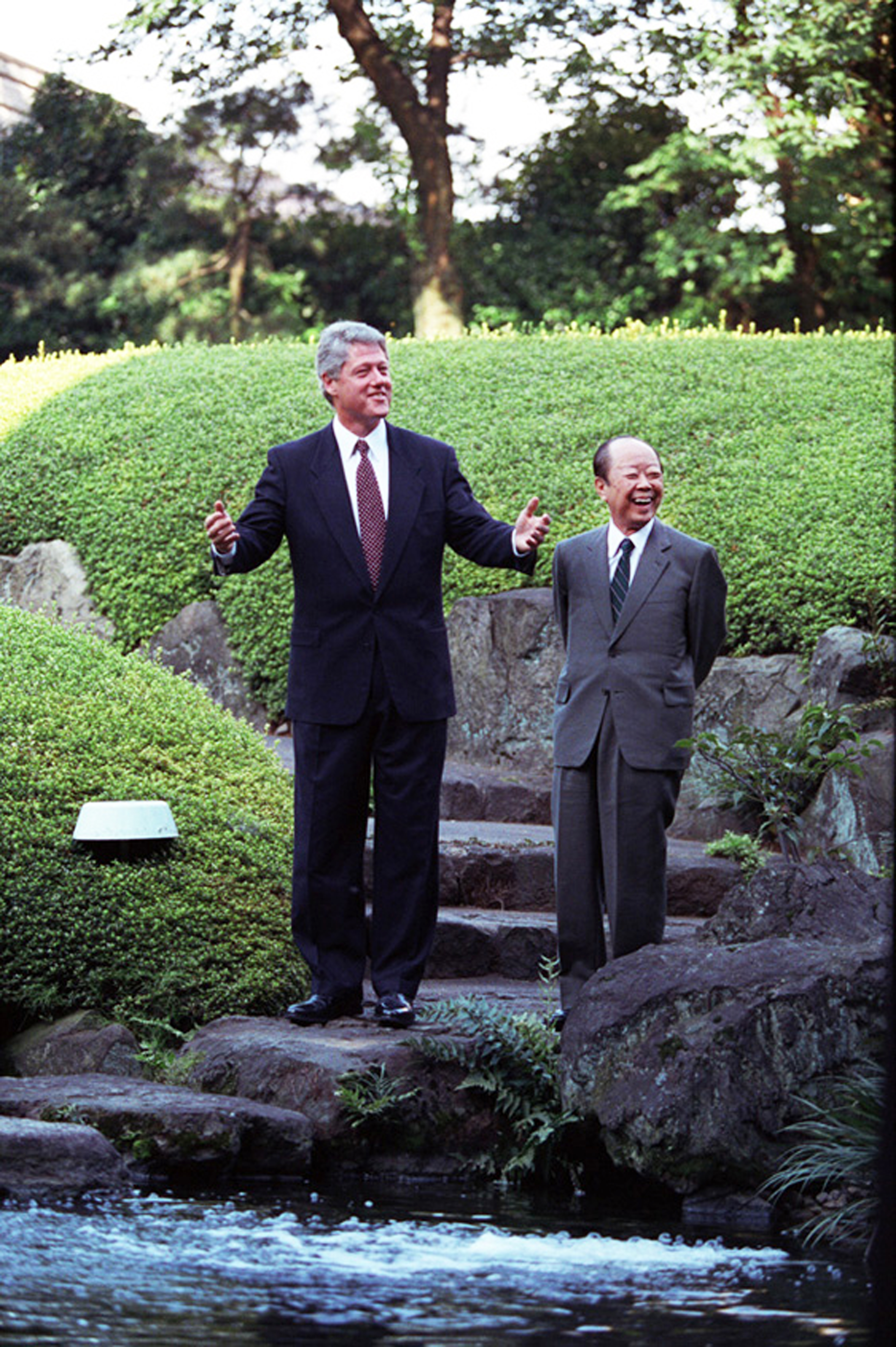
1993年7月6日、迎賓館にてアメリカ合衆国大統領ビル・クリントン（左）と

1991年（平成3年）、海部俊樹首相の退陣に伴う総裁選挙で勝利、72歳にして内閣総理大臣に就任した。参議院議員経験者としては初めての内閣総理大臣である。また現在、官僚出身の最後の総理である。海部内閣が比較的高い支持率を維持したまま辞任したこともあって、宮沢政権のスタートも順調で、発足当初としては田中内閣に継ぐ水準の支持率を得た。
ところが海部内閣から引き継いだPKO協力法案の審議に手間取った上、宮澤派事務総長の阿部文男が逮捕されるなどして支持率は翌年にかけ一時期大きく下落。しかし竹下派の後押しで党幹部を交代させるなどしてPKO協力法を成立させ、同法が争点となった1992年の参院選でも勝利するなど、ひとまず政権を軌道に乗せた。尚、同法に伴い自衛隊カンボジア派遣を行ったが、その過程で派遣された文民警察官と国連ボランティアが殺害された際に撤退論が支配する世論に流されず自衛隊の引き揚げはしなかったが、「PKO要員の殺害は止むを得ない。」と発言し批判を浴びた。
宮澤は冷戦の終結を「二、三百年に一度の歴史的変動」ととらえていた。経済に関して「プラザ合意は高度成長の終焉であり、それに替わるものの出発」と受け止め、バブル景気の果実は国民の生活基盤を整える内需の振興に使うべきなのに、資金がどんどん流出している状況を問題視し、資産倍増論から発展した生活大国構想の実現を考えていた。
1989年に中華人民共和国で起きた中国共産党政府による天安門事件での民衆殺戮に対し西側先進国が行っていた多岐の経済制裁を覆すため、江沢民は宮澤に天皇の訪中を要請し、金丸信らの後押しもあって実現した。宮澤の前任である海部内閣の時に円借款の再開で日本からの制裁は真っ先に解除されていたが、天皇の訪中は日本に続いた欧米の制裁解除に大きく貢献したとされる。
1992年（平成4年）6月には、政府開発援助（ODA）に関する基本理念や重点事項などを集大成し、ODA大綱を閣議決定。またバブル景気崩壊後の金融不安を巡って、側近であった浜田卓二郎の進言を容れて、8月中旬に日銀総裁であった三重野康と歩調を合わせて東証閉鎖・日銀特融による公的資金投入というシナリオを密かに模索したが、大蔵省の反対により一旦断念、なおも30日の自民党の軽井沢セミナーで金融機関への公的援助発言をする。地価や株価などの資産価格の大幅な下落から、今までの景気後退とは質が違うとし、公的資金を投入しても不良債権を早期に処理する必要性があると発言したものであった。
しかし「金融機関への公的資金投入」構想は官庁、マスコミ、経済団体、そして当の金融機関自身からの強い反対に遭い、宮澤はその方針を取り下げなければいけなくなり、これにより銀行への公的資金投入による不良債権処理はタブーとなり、その後は何年にもわたり日本の政治家は誰一人としてこのことを言えなくなった。宮澤がこの発言をした背景には、前述の通り側近の浜田らの政策集団「自由社会フォーラム」で同種の議論が進んでいたことがあり、日銀総裁の三重野なども危機意識を共有し、日銀特融での支援を検討していた。また宮澤は「海外からの情報で気が付いた。でも（自民党内の）皆ついてこないんだよね。」と漏らしていたことがあったという。後藤謙次は「公的資金を投入してでも金融機関の不良債権の処理をすべきと一番先に提唱したのも宮澤氏でした。仮に宮澤政権下で不良債権処理が進んでいれば平成9年の山一証券の破錠はなかったもしれません。」と述べている。しかし、宮沢が自らの構想実現にリーダーシップを発揮した形跡はなく、「どこまで本気だったのか」「総理なのに指導力がない」といった批判もついて回っている。前述の通り、当時三重野は宮沢の意を受けて日銀特融という形で公的支援することを約束していたが、各方面からの反対を受けて宮沢が腰砕けになってしまい、そのような宮沢の姿勢に非常に苛立っていたという。
折からリクルート事件などを巡って高まっていた政治改革の機運の中で、宮澤は政治改革関連法案の成立を目指したが、自身は必ずしも小選挙区制導入をはじめとする政治改革に積極的ではなかった。竹下派から分かれた小沢・羽田グループ（改革フォーラム21）は宮澤のそのような姿勢に反発を強め、1993年（平成5年）6月に内閣不信任案が提出されると賛成にまわり、同案は可決された。自民党は大量の離党者を出したまま総選挙を行うことを余儀なくされる。なお、宮澤は日本にとって3度目の自国開催となった第19回先進国首脳会議を主催しているが、これは公示から3日目という慌ただしさの中で行われた。
選挙では、自民党は結果的にほぼ現有議席を維持したものの、新生党、新党さきがけなど自民党から離れた議席を回復することができず過半数を大きく割り込み、日本新党を中心とした野党勢力が結集して細川内閣が誕生、宮澤は自民党長期支配38年、及び55年体制の最後の首相となった。宮澤は第15代自民党総裁だったために、同じく15代目で政権を明け渡した徳川慶喜になぞらえ「自民党の徳川慶喜」といわれた。
保守本流のエース、国際派の総理大臣として大きな期待がかかった宮沢だったが、竹下派の支配下にあって思い通りの政権運営はままならなかった。本人は必ずしも意欲的でなかった政治改革に政権の命運を賭けざるを得ず、しかもそれを巡って自民党が分裂し、退陣に追い込まれることになったのが象徴的と言える（後述：「やる」参照）。経済通とされながらも、不況が深刻化する中で有効な経済対策を打てず、生活大国構想は着手さえ出来なかった。得意の外交でも北方領土返還などに意欲を見せていたが、進展はなかった。ウルグアイ・ラウンドのコメ市場開放交渉では自由化に積極的な立場から交渉に臨んだが、大詰めの時期に政権交代となり、妥結は次の政権に持ち越された。在任中、ほぼ唯一の業績として、海部内閣からの懸案だったPKO協力法の成立と、それに伴う自衛隊カンボジア派遣があるが、ハト派で自衛隊の海外派遣には抑制的な考えを持っていた宮沢が、戦後初となる陸上自衛隊の海外派遣を成し遂げることになり、皮肉な「実績」となった。

### 再び大蔵大臣就任

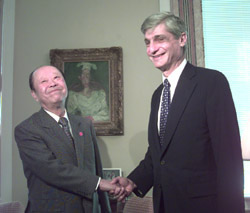
1999年4月26日、アメリカ合衆国財務長官のロバート・ルービンと

その後は、村山内閣で外相在任中の河野洋平から駐米大使を打診されたが固辞、1996年（平成8年）初めて小選挙区比例代表並立制で実施された第41回衆議院議員総選挙では重複立候補していない新進党公認柳田稔との前職対決に圧勝で再選、1998年（平成10年）に小渕内閣が発足すると、未曾有の経済危機に対処するため小渕恵三首相は宮澤に大蔵大臣就任を要請した。宮澤は当初難色を示したものの、小渕の強い熱意の下就任を受諾した。戦前に活躍した高橋是清以来となる、異例の総理経験者の蔵相就任となったため、「平成の高橋是清」といわれた。総理経験者の閣僚就任は第1次吉田内閣の幣原喜重郎国務大臣・復員庁総裁以来51年ぶりのことだった。
折からの金融危機に対処するため、金融再生関連法・金融健全化法を成立させ、またアジア通貨危機にあたっては「新宮澤構想」に基づき300億ドルに及ぶ経済支援を行った。続く森内閣でも蔵相に留任。2001年の中央省庁再編により、大蔵省は財務省になり、宮澤は初代財務大臣となる。
小渕・森内閣両期を通じて、巨額の恒久的減税の一方で財源として一貫して大量の赤字国債を発行し続け、財政赤字は膨大なものとなった。こうした極端な積極財政を主導したことも、高橋是清になぞらえて呼ばれるようになった理由の一つである。あまりの放漫財政ぶりに一部マスコミからは「孫のキャッシュカードを無断で使うようなもの。」と批判され、この時の大借金が今日における財務省の財政規律重視の政策に繋がったとされている。金融危機を脱した後は経済はおおむね好調だったが、2000年に入るとITバブルの崩壊とともに不良債権問題が再燃した。森内閣の退陣とともに宮澤も退任した。

### 政界引退後
2003年総選挙の際、小泉純一郎自民党総裁は、衆院比例候補・定年73歳の徹底と「世代交代、若返り」という選挙運動方針を定め、それに則って中曽根、宮澤両元首相に対して、総選挙への立候補断念及び代議士引退を要請した（宮澤は2000年の総選挙で自らの福山の地盤を甥の宮澤洋一に譲って比例単独候補に転身していた）。当初難色を示した宮澤だが、「総理に恥をかかせちゃいかん」と発言し積極的に引退を受諾、最後まで抵抗した中曽根とは対照的な形となった。参院在職12年3ヶ月、衆院在職36年9ヶ月で国会議員在職合計は49年0ヶ月であった。
宮澤自身は政界引退後も元首相、戦後政治の証言者として経済や安全保障のご意見番となり、様々な形で活躍した。ハト派政治家である一方、自民党内タカ派とも以前に比べ関係が良く、人当たりも温和になっていた。
2005年（平成17年）夏に体調を崩し、入院をした。退院後は容貌が一変するほどに痩せ、周囲を心配させたが、その後も活発にテレビ出演などを続けた。2006年（平成18年）7月に自宅で転倒して足を骨折して以降、表立った活動を控えた。翌2007年（平成19年）2月の政界関係者の会合には車椅子姿で参加、スピーチも行うなど元気な姿を見せたが、これが公の場に姿を見せた最後となった。
2007年（平成19年）6月28日午後1時16分、老衰のため東京都渋谷区神宮前の私邸で死去した。87歳。在任期間が1年を超える首相経験者は大勲位菊花大綬章を受勲することが慣例となっているが、遺族は、本人の意向として位階（従一位、正二位または従二位）、勲等勲章などを辞退した。8月28日に、安倍晋三首相を葬儀委員長として、内閣・自由民主党合同葬が日本武道館で行われた。

## エピソード

### 池田勇人との関わり
宮澤の前半生は池田勇人抜きに語ることはできない。広島県出身の父・裕は同郷で政友会の重要な政治家望月圭介の秘書官を務めたことがあり、また裕の義父（つまり喜一の祖父）小川平吉も望月と親交があった。一方、池田家は広島における望月の有力な支援者であり、望月を介する形で池田家と宮澤家は縁を深め、裕が池田勇人の最初の結婚の世話をするなど、彼らは単に郷里の友人以上の関係となっていった。もともと外務省か内務省を志望していた裕の長男・喜一は、父を通じた池田の強い勧めで大蔵省に入省、以来二十余年に及ぶ池田との縁の始まりであり、とくに戦後池田の秘書官となって以後はその死まで常に側近として仕えた。
政界入りにも池田の意向が大きく働いた。池田通産大臣の不信任に殉じるように大蔵省を退職した宮澤に対して、池田は参議院選挙への出馬を勧めた。この時池田が「2区の俺の地盤と3区の君のお父さんの地盤をあわせれば参議院広島選挙区で当選できるよ」と言ったという逸話が残っている。
官僚であった占領時代に、通訳や渉外担当としてGHQなど米国各機関との折衝に関わって、基地提供を提案したことで知られる池田蔵相の訪米（1950年）やサンフランシスコ講和会議（1951年）、また参議院議員となった後も、再軍備問題を巡る池田・ロバートソン会談（1953年）や、池田の総理大臣就任後の池田・ケネディ会談（1961年）など、戦後日本の針路を決定付ける重要な局面にいずれも池田側近として立ち会ったため、「戦後政治の生き字引」などといわれる。1950年4月、池田蔵相に同行して訪米した際、ワシントンで泊まったのは一泊七ドルの安ホテルであったが占領軍の財政政策であるドッジ・ラインを批判する気力は残っていたとされる。

### 政治スタンス
ハト派的な政治家とされることが多く、自衛隊の海外での武力行使は自衛の場合に限るべきという見解を基本的には維持していた（「憲法9条が禁じているのは海外での武力行使であり、それ以外は何でも出来る」という逆説的な言い方ではあるが）。それは戦争を知る世代としての思いが背景にある。しかし一貫した親米派・日米同盟論者でもあり、1996年には既に集団的自衛権の限定的行使は合憲であると述べ、違憲論を「学者バカ」の議論だと批判していた。国連の常任理事国入り問題に関しては、本人は慎重派と思われるが、推進派の外務事務次官が従兄弟の斎藤邦彦だったこともあり、特に意見を言わなかったという。
保守本流の有力者として期待され続け、42歳での経済企画庁長官就任を皮切りに早くから閣僚を歴任していったが、政府経験の豊富さとは裏腹に党務にかかわることは少なく（中曽根総裁の下で、2年間総務会長を務めたのみ）、保守合同以前の吉田派以来の党人派や、池田・大平と同世代の政治家にもっぱら党務は委ねていた。中曽根内閣において、派としてしばしば宮澤の幹事長就任を要求したにもかかわらず、中曽根が一本釣りで田中六助を三役入りさせるなどした背景には、中曽根の宮澤嫌いに加え、そうした仕事が向かないと判断されたこともある。また派内掌握については、大平正芳・前尾繁三郎に加え鈴木善幸といった有力な政治家がしのぎを削る中、積極的に行動を起こすことは少なく、同世代で早くから派閥を継承した田中角栄や中曽根には大きく遅れをとることになった。宏池会内では、前尾と比較的親しく、大平とは微妙な関係であった。佐々木義武、伊東正義など大平側近とは、世代間対立もあり総じて関係は悪く、また、田中六助とは一六戦争と呼ばれる抗争を巻き起こしている。伊東らとは後年和解しているが、これは田中角栄や中曾根に対する大平側近の反抗意識の結果、宮澤が担がれたという消極的理由に発する所が大きい。
加藤紘一は大平側近として知られ、個人としての宮澤は加藤よりも河野を後継に望んだとされるが、いわゆるKK戦争における宮澤の煮え切らない態度は、河野洋平の離脱による派閥分裂を招いた。加藤の乱では、田中六助直系の古賀誠と結ぶ形で、加藤を失脚させている。加藤の乱では、大平女婿の森田一は加藤に就いており、宏池会内抗争の系譜が現代まで影響を及ぼした側面もある。
総理退陣直前、田中秀征の仲介で次期総理となる細川護熙と軽井沢で8月17日に会談して、政権政党の交代に伴う国政の混乱回避を図った。のみならず、2009年に田中が明らかにしたところによると、細川は頻繁に宮澤と会って政権運営について指南を受けており、細川政権は実質的に宮澤との共同運営だった。非自民連立政権の内実に関する重要な証言である。田中秀征は師事した宮沢喜一元首相の冷静で俯瞰的な判断力を高く評価している。
早坂茂三の『宰相の器』によると、田中角栄は「彼（＝宮澤）は秘書官だ。秘書官としては一流だった。しかし、それだけだ。政治家ではない」と評したという。
石原慎太郎は政治家として宮澤を敬遠しており、著書『国家なる幻影 わが政治への反回想』（上・下、文藝春秋のち文春文庫）で批判している。
2005年に出版された『ハト派の伝言―宮澤喜一元首相が語る政治的認識』（中国新聞社刊）では、当時の小泉純一郎首相に対して、靖国神社参拝について国民に対する説明責任を果たしていないと批判したり、憲法改正問題について国民の間で議論が尽くされていないと指摘し、国際協力についても、日本は自衛隊による武力協力よりも経済的協力が得意分野だと指摘するなど、当時の自由民主党で主流になっていた政治的指向を批判していた。そのため現実主義者としての政治家の顔を覗かせていたといえる。

### 気性
穏和そうな外見もあり、大人しめの印象を与えるが、それとは裏腹に負けず嫌いで毒舌家な一面も知られている。
車中で池田蔵相と宮澤秘書官の議論が感情的になり、外は土砂降りなのに池田が宮澤に「宮澤、車を降りろ!降りんのか。小島(正一、池田の秘書)!宮澤をつまみ出せ!」と怒鳴り、宮澤も「私は降りません」と最後まで食い下がったこともあった（倉山満:嘘だらけの池田勇人）。池田の通夜において、宏池会事務局長で後に大平正芳のアドバイザーを務める伊藤昌哉が、宏池会会長の前尾繁三郎に対して「宏池会から総理総裁候補を群生して出すようにしてほしい」と述べたとき、宮澤が「それはおかしい。池田の後は複数ではなく単数だ」（あくまで前尾中心の派であるべきとの意）と口をはさんだことから、宮澤と伊藤の応酬が取っ組み合い寸前まで至り、前尾が仲裁して収まったこともある。1970年代の外務大臣在任時、ソ連の古強者グロムイコ外相との北方領土交渉では、のらりくらりと話をはぐらかそうとするグロムイコを恫喝して席につかせたという伝説がある（『北海道新聞』でグロムイコが「なんと頑固か」と述べた）。また1984年3月、当時64歳だった宮澤は立正佼成会の会長秘書を騙る自称「ジャーナリスト」の男（当時54歳）とホテルで面会、ナイフを突きつけられた上、30分にもわたる取っ組み合いをし、灰皿で殴られるなど全治3週間の負傷をしながらも、一人でその男を取り押さえたという事件がある。
一部の部落民が部落外に転出して出世するや否や、自己の生まれを隠蔽し始める風潮があることを苦々しく思っていた部落解放運動家小森龍邦による「宮澤喜一の父親（宮澤裕）は被差別階級の出だ」との発言に対し、宮澤は激怒した。『芸備人権新報』（1999年9月10日号）には、「（小森）……ここにいたって、宮沢と同じ、被差別者の立場にありながら、 自らと同じ運命にあるものをもけちらさねばならぬ状況に落ち込んだという べきでしょうね……宮沢のことを知る人は少ないのですが、かれの出自は、いまも親の代の住居が、福山市の松永というところの金江という山奥に、ひっそりと残っていますが、まあ、被差別民もしくはそれと同然の立場と言うべきだったでしょうね……」とある。
御厨貴によると宮澤は頭が良過ぎて他者を見下したような態度を取るため慕う人があまりにも少なかったという。

#### 数々の放言
宏池会の政治家として酒豪ないし酒乱の逸話が存在する。宮澤の死後、長女・啓子は、文藝春秋に掲載された随筆の中で、「皆さんご存知のとおり、父は酒乱でした」と書いている。
大平正芳が総理に就任したころ、宮澤は酔った勢いで「大平君が総理・総裁とは滑稽だ」と言い放ち、これを伝え聞いた大平は宮澤と口を利かなくなった。2人は元同僚で池田勇人の秘書官時代からの仲だったが、宮澤は池田の盟友で東大の先輩である前尾繁三郎や黒金泰美に近く、大平が前尾が継承した宏池会を実力で奪い取った経緯があることから、微妙な関係にあった。秘書官時代も大平が渉外を担当し、政策を宮沢が主に担当していたことや、東大卒の宮沢が、苦学して東京商科大学（現・一橋大学）を卒業後に大蔵官僚となっていた大平を軽視していたという説もある。大平の方が宮澤よりも9歳年上で、派内の人望も大平が勝り、池田も宮澤以上に大平を好んだといわれる。宮澤が大平に時折みせた屈折した優越感は、そうした政界における劣等感の裏返しでもあった。
海部俊樹が首相在任中には、「海部さんは一所懸命おやりになっておられるけど、何しろ高校野球のピッチャーですからねぇ」と発言し、この発言を伝え聞いた海部はいたく立腹したという。
田村元には「酒を飲んだ時の宮澤なら十年早く政権取れていた」と言われたことがある。
「人に会うと学歴を聞く」などと言われ、出身大学にまつわる放言も多かった。東京農学校（東京農業大学の前身）出身の金丸信について「偉い方ですよ。大学を出ているんですね。知ってました？」と皮肉を言い、竹下登については「あの方、県議出身でしょう。あのころ早稲田は無試験でした。僕の義父（伊地知純正）が商学部の部長でしたから嘘ではありません」などと酒席で語ったのを田勢康弘が伝えている。学歴に拘るのは宮澤家が代々田舎の貧農だったこともあり、また母方の小川家も名門と呼べる程でも無かった為、名家出身が多い政治家・官僚・新聞記者のように家柄の自慢が出来なかった為ではないかと思われる。
また、金丸に対しては、1991年の総裁選を控え、経世会の支持が死活的に重要だった時期にも関わらず、面会すると第一声、「金丸先生は農大を出ていらっしゃる。そいつはお出来になりますなあ」と言い放ったという。金丸がいい気分であったはずがないが、「まあ表門から入って裏門から出たようなもんですがね」ととぼけ、悩んだ末に「国民の声」を考え、総裁選では宮沢を支持した。竹下もまた、無試験のネタを直接宮澤に言われたこともあり、「あれは許せない」と怒っていたという。
番記者にも出身大学を訊き、東京大学卒でも法学部卒ではない場合、「ほう、近頃じゃあ法学部じゃなくても東大って言うんですか」などと嫌味を言い、その後、マス・メディア各社の間で、宮澤の番記者を東京大学法学部の卒業者にする動きが見られた。
宮澤政権下では学歴に関する宮澤の過去の言動が批判され、大蔵省キャリア新卒採用者に占める東大出身者の上限を全体の半数程度とすることとなった。

### 日韓W杯招致

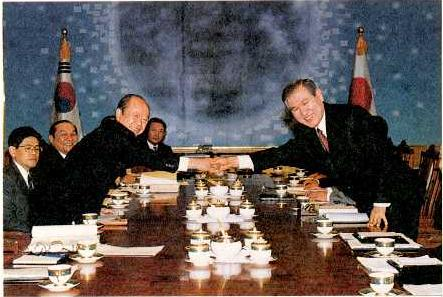
韓国大統領・盧泰愚と会談（1992年1月）

旧制中学時代にサッカー経験があり、サッカー好きで国内である大きな試合にはよく顔を出していた。このため1994年（平成6年）12月に発足した超党派のワールドカップ招致国会議員連盟の議員会長に就任した（副会長：森喜朗、久保亘、小沢一郎）。超党派というのはこれ以前、1992年（平成4年）3月に小沢らを中心に国会議員招致委員会が、これに先んじて発足したものの、新進党主導で運動が始まったことで自民党が反発、運動は盛り上がらなかったため。1994年（平成6年）の超党派招致連盟の発足で政界も一致団結し、大きな運動となっていった。
世界中を駈けずり回ったのは長沼健日本サッカー協会会長（当時）らだったが、国際的にも顔が広い宮澤も多くの国を訪問し、実現に向けて協力を行った。また共催に向けての重要な局面に於いてもアドバイスを送り、最終的に日韓共催を決断した鳩首会談に長沼、岡野俊一郎、川淵三郎、小倉純二、衛藤征士郎、釜本邦茂と参加し、共催を後押した。

### 英語屋の面目

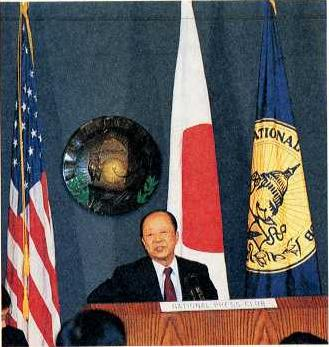
米国のナショナル・プレス・クラブで演説する宮澤（1992年7月）

「政界随一」と謳われた宮澤の英語力だったが、海外留学や英語の専門教育を受けた経験などはない。本人によると、東大時代に日米学生会議の日本代表の一人に選ばれて渡米したところ、それまで勉強してきた英語がほとんど使い物にならないことが分かり、一念発起して本格的に英語の勉強を独学で始めることにしたのだという。日中戦争から第二次世界大戦中にかけて、英語が「敵性語」として一般には排斥されていた時代にも、手に入る洋書や英字誌は片っ端から読むようにした。戦後の占領が始まると、GHQとの交渉ができる大蔵官僚として引っ張りだこになり、毎日のように英語を使う日々が続いたという。
議員になってからも、議員会館の食堂やロビー、議場では英字新聞や英字誌を読んでいるのが常だった。あるとき背後から、いきなり強い口調で「日本の国会議員なら、日本語の新聞を読みなさい！」と叱咤されたことがある。宮澤が振り向くと、そこには当時まだ新人議員だった浜田幸一が眉を吊り上げていた。しかしいちゃもんを付けた相手が宮澤と気づいて、今度は浜田の方が大いに慌てた。そんな浜田に向かって宮澤は、「国会議員なんだから、浜田さんも英字新聞ぐらいはお読みなさい」とやり返している。浜田はこれに感化されて、しかし自分は英語はまるでダメなので、代わりに息子の浜田靖一をアメリカの大学に留学させることにしたという。
外国首脳や大臣との会談の席では、外交プロトコル上は必ず通訳を同席させることが決まりごとになっているが、宮澤はそれでも米・英・豪・加などの首脳とは、いちいち通訳の言うことを待たずに一対一で会話を主導した。あるとき大臣として外遊した際、同行した別の閣僚に付いていた通訳に不安を感じた宮澤は、その一言一句をしっかりと横耳で聞いていて、誤訳があると間髪を入れずに訂正を入れたという逸話もある。そうした完璧主義が災いしてか、宮澤の英語力を煙たがる官僚や代議士が永田町には少なくなく、特に宮澤嫌いだった田中角栄からは「英語屋」と呼ばれて通訳並みに見下されていた。
宮澤が総理在任時の1992年1月、アメリカのジョージ・H・W・ブッシュ大統領が来日した。2日目の総理官邸での晩餐会の席上、ブッシュが突然隣に座っていた宮澤の膝の上に嘔吐した上、椅子から崩れるように倒れるという椿事が起こり、しかもその映像が全世界に配信されたため、各方面に衝撃が走った。翌朝、官邸に詰めかけた内外の報道関係者を相手に、宮澤は一人で記者会見に臨み、30分近い状況発表と質疑応答のほとんどを英語で行った。宮澤の説明は、現在の大統領の容体から、来日前からインフルエンザで体調不良だったこと、日中に皇居内で天皇と皇太子徳仁親王を相手にテニスをしたことで体力を消耗していたこと、そして晩餐会席上の様子や食事の内容に至るまで、極めて詳細かつ専門的なものだったが、その語り口は沈着冷静でいかにも堂に入った様子だった。前代未聞の大統領の醜態に蜂の巣を突いたような状態になったアメリカのメディアも、膝に吐かれた当の総理本人が淡々と説明しているの見て、これなら心配はないだろうとすぐに落ち着きを取り戻している。次のクリントン大統領は宮澤と一度だけ会談しているが、その際この時の宮澤の対応ぶりを賞賛している。
国際会議や交渉の場を重ねるうちに宮澤はフランス語の必要性を痛感して、中年を過ぎてからその勉強を始めている。本人は「志半ばで終わった」としているが、官僚、国会議員、閣僚、そして総理と、長年にわたって多忙な日々を送っていたにもかかわらず、常日ごろから仕事の合間には勉強を怠らなかったことは多くが認める宮澤の徳目の一つである。

### 皇室
宮中における内閣の認証式の際、天皇を前にした宮澤は極度に緊張していたという。他人に対して時に尊大な態度を取ることもあった宮澤だったが、皇室尊重の念は人一倍強かったものとされる。

### 漢詩
英語通とされるが、宮澤自身は東洋的な思想を好むと述べ、しばしば好んで漢詩を引用する。宮澤は「わたしは英語通となっていますが、実は小さいころ漢学を習いましてね、どちらかといえば東洋的な思想が好きなんです。その漢学に王道と覇道というのがあるんです。つまり総理大臣という一国の宰相になるには自分でなろうとしてなるものでなく人から押し上げられて就く天命みたいなものだと思ってます。人を押しのけてまでというのは、わたしの性にあいませんね」と述べている。
また、総理退陣の時の心境として、王昌齢の「一片の氷心玉壷にあり」を挙げた。

### 揮毫

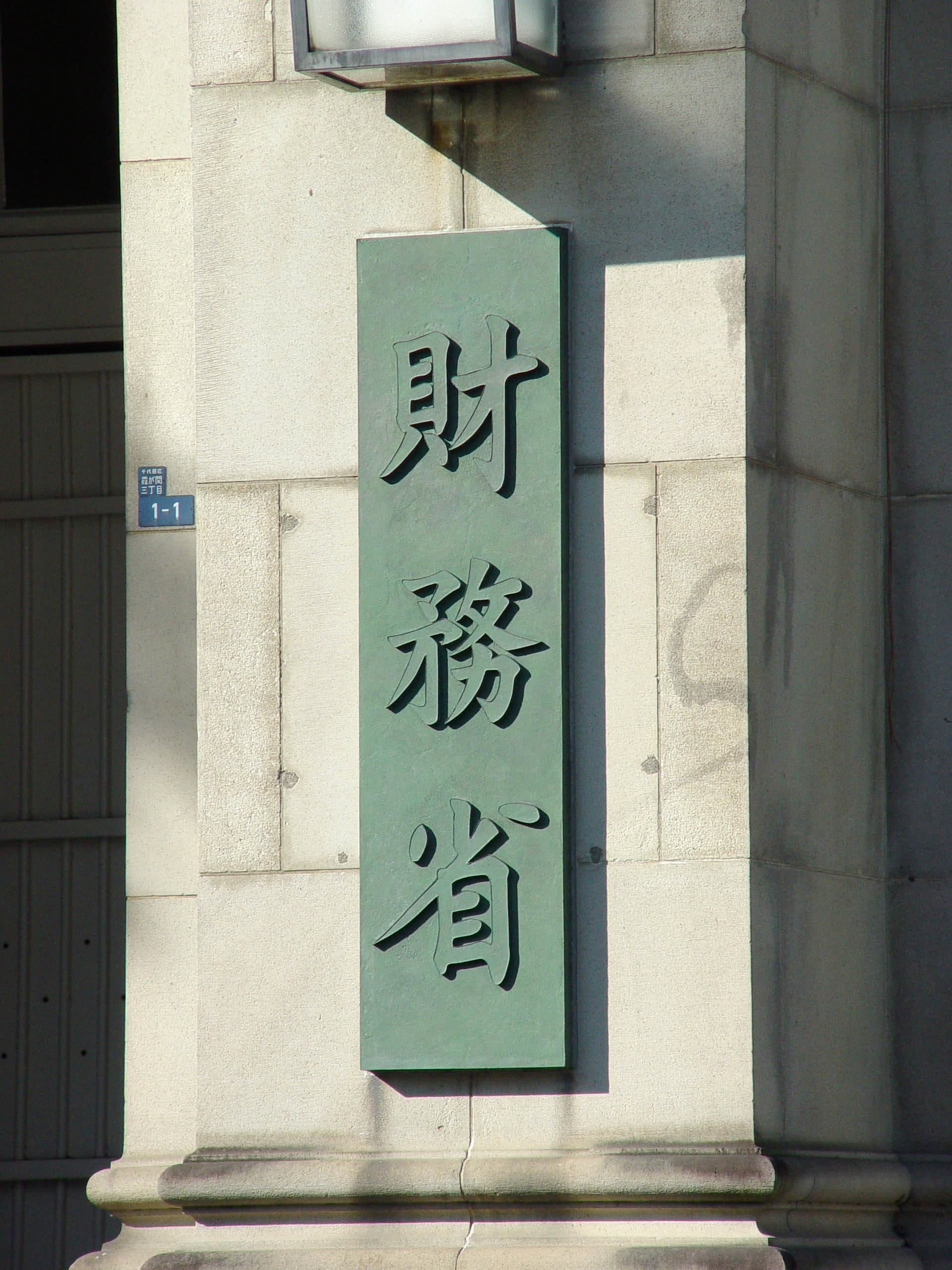
「財務省」の銘板

中央省庁再編で大蔵省が財務省と名称変更されることになると、当時蔵相だった宮澤は「コンピュータの楷書体の文字の中からいろいろと注文をつけながら」（当時の武藤敏郎事務次官の談）書体を選定した。それまで門前にかかっていた「大蔵省」の銘板は、新憲法下で初の蔵相を務め宮澤の師でもあった池田勇人の筆によるものだった。宮澤が選定した銘板は、その後2016年（平成28年）に財務大臣の麻生太郎が自ら揮毫するまで掲げられた。
ある時、達筆で知られる宮澤が「政界で一番書く字が上手なのは岸（信介）さんでしょう」と述べると、政治部の記者が「田中（角栄）氏や福田（赳夫）氏や大平（正芳）氏の書く字はどう思われますか」と質問した。すると宮澤は小首をかしげて「あなたは、あれが字だと仰るんですか？」と切り返したというエピソードがある。

### 小説
宮澤は城山三郎の2つの小説のモデルになっている。学生時代の宮澤をモデルにしたのが『友情力あり』、大臣時代をモデルとしたのが『官僚たちの夏』に登場する「矢沢経済企画庁長官」である。

### 「私はやるんです」発言
総理時代、テレビ朝日『総理と語る』に出演し、田原総一朗から政治改革法案問題に関して「今の国会（1993年通常国会）でやるのか」と訊かれ、「私はやるんです。この法案（政治改革関連法案のこと）を何としても成立させたいんです」と冷静な宮澤にしては珍しく気色ばんで答えた。これがきっかけとなって自民党内が混乱し、1993年の政界再編の引金となったといわれる（参照：嘘つき解散）。また田原は宮澤について「テレ東をクビになり無名でフリーのジャーナリストの僕の取材に応じてくれて熱心に話しをしてくれた。差別をしない紳士。」と述べている。

### ユーモア
森内閣で建設大臣の扇千景が作業服の地味さに苦言を呈し、もっと見栄えの良いものにするよう部下に指示した。その後、新しい作業服を扇自らが着用してマスコミに披露したが、宮澤は「何をお着になっても似合う方」と触れ、その場を沸かせた。一方、2000年5月の「神の国発言」のときは、やはり記者会見で首相の発言に対するコメントを求められた際に、「神様は僕の所管事項でないんでね、勘弁してもらいたい」と返答して記者団の笑いを誘った。

## 略歴

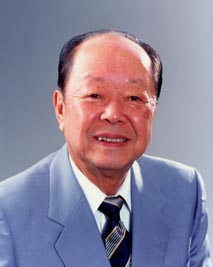
1998年、大蔵大臣就任に伴い内閣広報室から公表された画像。

- 1919年（大正8年）10月：東京市に生まれる 本籍地は広島県福山市金江町金見
- 1928年（昭和3年）：東京高等師範学校附属小学校入学
- 1932年（昭和7年）：旧制武蔵高等学校尋常科入学（入試の成績は81人中27番）
- 1936年（昭和11年）：旧制武蔵高等学校高等科文科甲類（文系英語クラス）入学
- 1939年（昭和14年）：旧制武蔵高等学校高等科文科首席卒業、東京帝国大学法学部政治学科入学
- 1941年（昭和16年）12月：東京帝国大学法学部政治学科卒業[1]
- 1942年（昭和17年）1月：大蔵省入省[1]
- 1943年（昭和18年）11月：伊地知庸子（父・純正は早稲田大学教授・英文学者[44]）と結婚
- 1945年（昭和20年）8月：津島壽一蔵相秘書官事務取扱（同時に大平正芳が秘書官を務めている）
- 1949年（昭和24年）1月：池田勇人蔵相秘書官[1]
- 1951年（昭和26年）8月：サンフランシスコ講和会議に全権随員として出席[1]
- 1953年（昭和28年）4月：退官し広島地方区より参議院議員選挙に出馬、当選[1]（〜1965年7月）
- 1962年（昭和37年）7月：第2次池田第2次改造内閣で経済企画庁長官[1]（〜1964年7月）
- 1966年（昭和41年）12月：第1次佐藤第3次改造内閣で経済企画庁長官[1]（〜1967年11月）
- 1967年（昭和42年）：衆議院議員選挙で初当選[1]（〜2003年10月）
- 1970年（昭和45年）1月：第3次佐藤内閣で通商産業大臣[1]（〜1971年7月）
- 1974年（昭和49年）12月：三木内閣で外務大臣[1]（〜1976年9月）
- 1977年（昭和52年）11月：福田赳夫改造内閣で経済企画庁長官[1]
- 1980年（昭和55年）7月：鈴木内閣で内閣官房長官[1]
- 1984年（昭和59年）10月：自民党総務会長[1]
- 1986年（昭和61年）
  - 7月：第3次中曽根内閣で大蔵大臣[1]
  - 8月：宏池会（宮澤派）第5代会長に就任
- 1987年（昭和62年）11月：竹下内閣で副総理兼大蔵大臣[1]
- 1988年（昭和63年）12月：副総理・大蔵大臣を辞任
- 1991年（平成3年）11月：自民党総裁、内閣総理大臣[1]
- 1993年（平成5年）
  - 4月：訪米時、内閣総理大臣として初めて日本国政府専用機を使用。
  - 8月：内閣不信任案可決により衆議院を解散（嘘つき解散）するも総選挙に敗れ内閣総辞職
- 1998年（平成10年）
  - 7月：小渕内閣で大蔵大臣[1]
  - 12月：宏池会会長の座を加藤紘一に譲って名誉会長に就任。
- 2000年（平成12年）4月：森内閣で大蔵大臣（留任）
- 2001年（平成13年）1月：中央省庁再編により最後の大蔵大臣から初代財務大臣に就任（〜4月）
- 2003年（平成15年）11月：政界引退。
- 2007年（平成19年）
  - 6月：私邸で死去。
  - 8月：内閣・自民党合同葬。墓所は青山霊園。

## 選挙
| 当落 | 選挙                    | 執行日         | 年齢 | 選挙区       | 政党       | 得票数     | 得票率 | 定数 | 得票順位 /候補者数 | 政党内比例順位 /政党当選者数 |
| ---- | ----------------------- | -------------- | ---- | ------------ | ---------- | ---------- | ------ | ---- | ------------------ | ---------------------------- |
| 当   | 第3回参議院議員通常選挙 | 1953年04月24日 | 33   | 広島県選挙区 | 自由党     | 18万9326票 | 24.0%  | 2    | 2/5                | /                            |
| 当   | 第5回参議院議員通常選挙 | 1959年06月02日 | 39   | 広島県選挙区 | 自由民主党 | 30万9153票 | 38.5%  | 2    | 1/5                | /                            |
| 当   | 第31回衆議院議員総選挙  | 1967年01月29日 | 47   | 旧広島3区    | 自由民主党 | 7万1337票  | 16.3%  | 5    | 1/9                | /                            |
| 当   | 第32回衆議院議員総選挙  | 1969年12月27日 | 50   | 旧広島3区    | 自由民主党 | 6万2940票  | 13.8%  | 5    | 2/9                | /                            |
| 当   | 第33回衆議院議員総選挙  | 1972年12月10日 | 53   | 旧広島3区    | 自由民主党 | 8万8811票  | 18.1%  | 5    | 1/9                | /                            |
| 当   | 第34回衆議院議員総選挙  | 1976年12月05日 | 57   | 旧広島3区    | 自由民主党 | 9万5543票  | 18.4%  | 5    | 1/10               | /                            |
| 当   | 第35回衆議院議員総選挙  | 1979年10月07日 | 59   | 旧広島3区    | 自由民主党 | 9万972票   | 17.8%  | 5    | 1/9                | /                            |
| 当   | 第36回衆議院議員総選挙  | 1980年06月22日 | 60   | 旧広島3区    | 自由民主党 | 10万4168票 | 20.5%  | 5    | 1/7                | /                            |
| 当   | 第37回衆議院議員総選挙  | 1983年12月18日 | 64   | 旧広島3区    | 自由民主党 | 9万1719票  | 18.3%  | 5    | 1/9                | /                            |
| 当   | 第38回衆議院議員総選挙  | 1986年07月06日 | 66   | 旧広島3区    | 自由民主党 | 10万6660票 | 20.6%  | 5    | 2/7                | /                            |
| 当   | 第39回衆議院議員総選挙  | 1990年02月18日 | 70   | 旧広島3区    | 自由民主党 | 9万2982票  | 17.7%  | 5    | 2/7                | /                            |
| 当   | 第40回衆議院議員総選挙  | 1993年07月18日 | 73   | 旧広島3区    | 自由民主党 | 12万3885票 | 25.0%  | 5    | 1/8                | /                            |
| 当   | 第41回衆議院議員総選挙  | 1996年10月20日 | 77   | 広島7区      | 自由民主党 | 9万5045票  | 47.3%  | 1    | 1/4                | /                            |
| 当   | 第42回衆議院議員総選挙  | 2000年06月25日 | 80   | 比例中国     | 自由民主党 |            |        | 11   | /                  | 1/4                          |

## 家族・親族

### 宮澤家

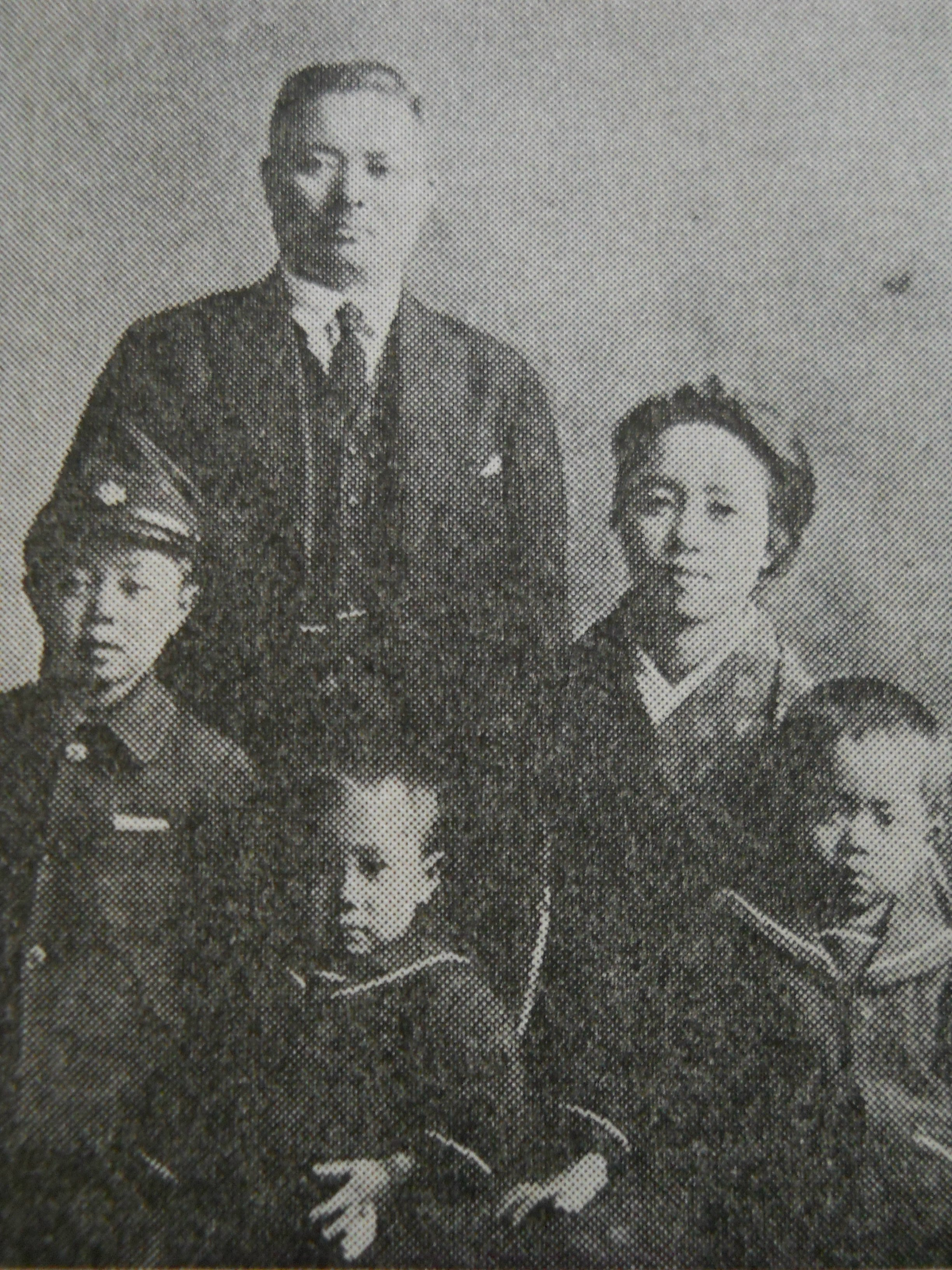
宮澤家の人々
東京高師附属小（現・筑波大附属小）の制服を着た宮澤喜一が前列左に写っている

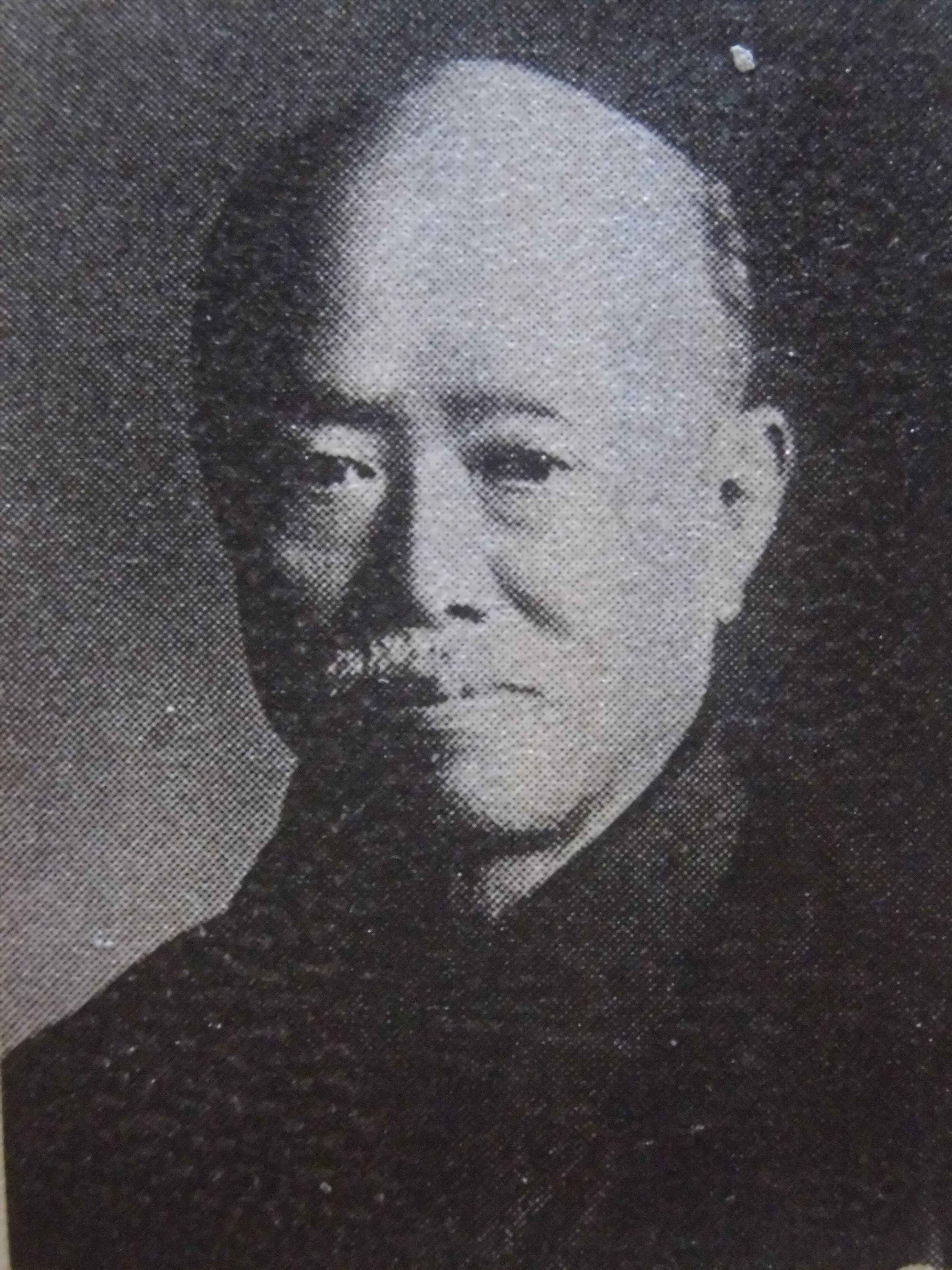
小川平吉

（広島県福山市金江町、東京都渋谷区）
- 父・裕（山下汽船社員、政治家）
1884年（明治17年）1月生〜1963年（昭和38年）5月没
父・宮澤裕は広島県沼隈郡金江村（現・福山市金江町）の小さな農家に生まれた。宮澤によると「父は小さな百姓の長男でね、いまでもその生家が残っていますが、山の中の本当の一軒家です。とにかく私が参議院に出てから（昭和28年）はじめて電灯を引いてもらったようなところなんですよ」という[45]。祖父の宮澤鹿吉の時代は、生活は楽でなかった。
裕は苦学して東京帝国大学政治学科を卒業、長野県庁勤めを経て、実業界に入り海運王山下亀三郎の山下汽船（現・商船三井）に入社。亀三郎の盟友だった小川平吉に見込まれ、その女婿になった[46]。昭和3年（1928年）郷里の広島3区から衆議院議員に当選して政界入り。以来連続6回当選し、鉄道政務次官、商工省参与などを歴任した[47]。
- 母・こと（長野県、弁護士・政治家小川平吉の二女、呉服商人小川金蔵の孫）
1897年（明治30年）1月生〜没
小川平吉は明治36年に弁護士から代議士に転じ、激烈な対露強硬論をぶち上げた“国士”タイプの政治家で、実業への足掛かりはもたなかったが、特筆ものの閨閥を残した[48]
- 弟・弘（内務・自治官僚、政治家・広島県知事、参議院議員、法務大臣）
1921年（大正10年）9月生〜2012年（平成24年）5月没
  - 同妻・玲子（広島県、実業家・政治家岸田正記の長女、通産官僚・政治家岸田文武の妹、政治家岸田文雄の叔母）
    - 同長男・洋一（大蔵官僚、政治家）
      - 同妻（実業家柳田誠二郎（元日本航空社長）の孫[49]

    - 息子2人[50]
    - 娘2人（大蔵官僚加藤秀樹の妻、通産官僚中澤佐市の妻）
加藤の祖父は、元労相の加藤常太郎、父はその長女・鎮子の婿養子になったカトーレック社長の加藤達雄[51]

- 弟・泰（外交官、西ドイツ大使）
1923年（大正12年）8月生〜2010年（平成22年）9月没
  - 同妻（美術史家児島喜久雄（東大名誉教授）の娘）
    - 同長女（大蔵官僚吉国二郎の長男の妻）
- 宮澤の妻 庸子（英語学者・伊地知純正（早稲田大学名誉教授）の二女）
- 宮澤の長女　ラフルアー宮澤啓子名義で著書があり、その中で父喜一の素顔も描いている
- 宮澤の長男　建築家。なお宮澤は「家庭に政治を持ち込まない。」を信条としており、子供二人に秘書や事務員などの経歴はない。
  - 同妻（実業家郷裕弘（三井液化ガス相談役）の娘、実業家石橋正二郎（元・ブリヂストンタイヤ会長）の孫）。
- 宮澤の孫・宮澤沙羅（英語版）（実業家。宮澤の長女の長女）
- 宮澤の孫・宮澤エマ（タレント。宮澤の長女とクリストファー・ラフルアーとの次女）

### 他家

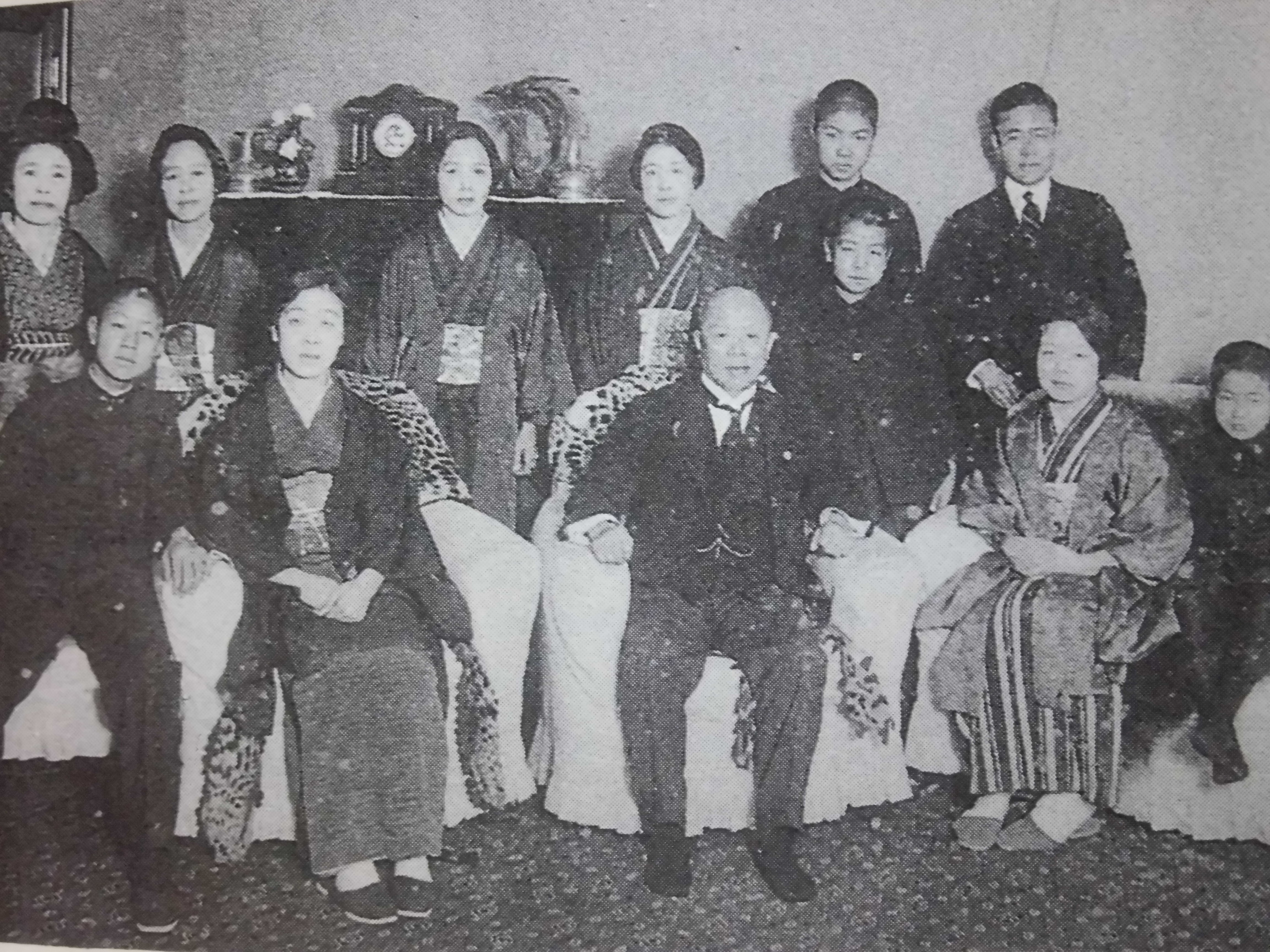
小川家の人々
（前列左より三平、せき（平吉夫人）、平吉、悦子、平五。後列左よりせい、宮澤の母こと、てい、かつ、平二、平四郎、一平）

- おじ
小川一平（実業家、政治家）
小川平二（政治家）
小川平四郎（外交官）
堤平五（実業家）など
堤平五は養子に行ったため堤姓を名乗っているが、宮沢の母方の祖父小川平吉の五男である[52]。戸籍の上では叔父になるが、宮沢の母のことは祖父平吉が27歳のときの子供である[52]。平五は50歳のときの子供で、兄姉といっても20歳以上の差があり、甥の宮澤と同年齢である[52]。2人は子供のときから祖父（宮澤にとっての）平吉の家に、同年のいとこ同士に近い関係で一緒に育った[52]。平五の娘婿・鈴木俊一は、元首相の鈴木善幸の長男。俊一の姉・千賀子の夫は元首相の麻生太郎。
- いとこ
小川元（政治家）
斎藤正彦（数学者・東大名誉教授）
斎藤邦彦（外務事務次官）

など
```
　　　　　　伊地知純正━━━━━庸子
　　　　　　　　　　　　　　　　┃　　┏━宮澤裕夫
　　　　　　　　　　　　　　　　┣━━┫
　　　　　　　　　　　　　　　　┃　　┗━━━━啓子
　　　　　　　　　　　　┏━宮澤喜一　　　　　　┣━━━━━━━━━┳━━宮澤沙羅
宮澤鹿吉━━━━宮澤裕　┃（元首相）　クリストファー・ラフルア      ┗━━宮澤エマ
　　　　　　　　　┃　　┃　　　　　　
　　　　　　　　　┣━━╋━宮澤弘
　　　　　　　　　┃　　┃　　┃　　　　　　　　　
　　　　　　　　　┃　　┃　　┣━━━━━━━━━━┳━━宮澤洋一━━━━┳━━浩一　　　　
小川平吉━━━━━こと　┃　　┃　　　　　　　　　　┣━━あや子　　　　　┣━━二郎
　　　　　　　　　　　　┃┏玲子　　　　　　　　　　┗━━直子　　　　　　┗━━賢三
　　　　　　　　　　　　┃┗━岸田文武━━━━岸田文雄━━━岸田翔太郎
　　　　　　　　　　　　┗━宮澤泰
　　　　　　　　　　　　　　　　┃　　┏━━━━その
　　　　　　　　　　　　　　　　┣━━┫
　　　　　　　　　　　　　　　　┃　　┗━━━━ゆり
　　　　　　児島喜久雄━━━━━汪子

```

### 評価
岸田文武によると「たしかに宮沢一族には官僚が多いですね。別に意識してそうなったわけでなく、強いていえば環境でしょう。親族の冠婚葬祭などで全員が集うと、まるで官僚あるいは官僚OBの集まりといった具合です。」という。
作家の神一行によると、「いまや宮沢家は超名門エリートと思われているが、もとから宮澤家が名門であったわけではない。竹下、安倍が大地主で酒造業、醤油製造業を営んでいたのに対して、宮沢の場合はぐっと落ちて小農の出である。宮沢は東京生まれであるが、父裕は広島県沼隈郡金江村（現在の福山市）に生まれた。取材当時その実家を訪れてみたが、福山市とは名ばかりの山の中にそれはあった。」、「宮沢一族の閨閥は、系図でもわかるように、ただただ華麗としかいいようがない。系図には約九十人の人物が登場するが、そのなかから宰相になった者が五人、国会議員となった者が二十人、はては麻生家を通じて皇室まで連なる“一大名門閨閥”を築きあげている」という。麻生家を遠縁とする見解について、系図を全体観察すれば遠縁が疎遠を意味しないことは明白である。

## 主な著書

### 単著
- 『東京―ワシントンの密談』（実業之日本社、1956年／中央公論新社・中公文庫、1999年）
  - Secret Talks between Tokyo and Washington: the Memoirs of Miyazawa Kiichi, 1949-1954,  translated and annotated by Robert D. Eldridge. (Lexington Books, 2007).
- 『社会党との対話 : ニュー・ライトの考え方』〈ミリオン・ブックス〉、講談社、1965年6月30日。
- 『戦後政治の証言』（読売新聞社、1991年） 月刊誌「This is 読売」の連載をまとめたもの
- 『21世紀への委任状 : Sprits the testimony』〈Spirits booklet〉、小学館、1995年9月1日。 ビックコミックスピリッツの連載をまとめたもの
- 『新・護憲宣言 21世紀の日本と世界』（朝日新聞社、1995年）
- 『ハト派の伝言　宮澤喜一元首相が語る』（中国新聞社、2005年） 中国新聞での連載回想

### 共著
- （中山伊知郎）『将来経済の構想』（筑摩書房、1969年）
- （高坂正堯）『美しい日本への挑戦』（文藝春秋、1984年、新版1991年）
- （中曾根康弘）『対論改憲・護憲』（朝日新聞社、1997年／「憲法大論争 改憲vs.護憲」朝日文庫、2000年）
- 『聞き書 宮澤喜一回顧録』（聞き手御厨貴・中村隆英、岩波書店、2005年）
- 『宮澤喜一 保守本流の軌跡 90年代の証言』（五百旗頭真・伊藤元重・薬師寺克行編、朝日新聞出版、2006年）

## 演じた人物

### テレビ・映画
- 高杉哲平（『わが首相のベッド　ガン回廊の朝II』、1980年）
- 角野卓造（『小説吉田学校』、1983年）
- 黒部進（『熱き夢の日〜日韓ワールドカップ・真実の裏側〜』、2004年）
- 尾上寛之（『負けて、勝つ 〜戦後を創った男・吉田茂〜』、2012年）
- 勝地涼（『アメリカに負けなかった男〜バカヤロー総理 吉田茂〜』、2020年）

### 舞台
- 早霧せいな／蒼羽りく（『黎明の風』、2008年）※役名は宮川喜一郎。前者は本公演のキャスト、後者は新人公演のキャスト。